# Haty-a
Ḥaty-a est un titre attribué à des princes locaux, des maires, ou des gouverneurs,. Par extension, ce terme désigne le prince ou le gouverneur.